# Хуан Хосе Арреола
Хуан Хосе Арреола Суньїга (ісп. Juan José Arreola Zúñiga; 1918 — 2001, Гвадалахара) — мексиканський письменник, класик мексиканської літератури. Професор Театральної школи витончених мистецтв (Escuela Teatral de Bellas Artes, з 1941), Національного автономного університету Мексики (з 1964). Ввів у літературу Мексики жанр інтелектуальної фантастики, філософських проблем людського буття присвячені збірки оповідань. «Різні вигадки» (1949), «Конфабуларио» (1952) та ін. У цих оповіданнях дія розгортається одночасно в світі реальності і в світі фантастики. Роман «Свято» (1963) малює життя провінції.
Провінційне життя в рідному місті він описав у своєму єдиному романі La feria (1963). З 1937 року проживав в Мехіко.

## Життя
Хуан Хосе Арреола з одинадцяти років вів самотнє життя. Він спробував себе у самих різноманітних професіях, у тому числі в ролі літаючого торгівця, банківського касира, пекаря та артиста у Рудольфо Узілі. З 1937 року він був студентом в Школі Театральних Мистецтв в Мехіко. Свою першу роботу «Sueño de Navidad» («Різдвяний сон») він опублікував у 1941 році.
В 1945 році Арреолі було надано стипендію для навчання в Європі. Він вирушив до Парижа і взяв там в тому числі уроки акторської майстерності у Жана-Луї Барро та  П'єра Ренуара. З їхньої підтримки він отримав кілька невеликих ролей (як статист) в Комеді Франсез. У 1946 році він повернувся назад на батьківщину, та працював до 1949 року співробітником Фонду Економічної Культури.
З 1964 року-професор Національного автономного університету Мексики. Арреола брав участь у створенні «Los Presentes» («Справжні»), книжкової серії, яка була важливою віхою для сучасної мексиканської літератури.

## Оцінка творчості
Творчість Хуана Хосе Арреоли, незважаючи на свій порівняно вузький профіль, займає достойне місце в мексиканський (та латиноамериканський в цілому) літературі 20 століття. Він стоїть в числі трьох великих оповідачів свого штату Халіско, разом із Хуаном Ру́льфо і Агустіном Яньесом . 
Його сюрреалістичні тексти сформовані частково з місцевих, частково з світових ситуацій. У Мексиці він став відомим для широкої аудиторії літературним коментатором, особливо на телебаченні. Цінуються також його заслуги, як покровителя молодих талантів.
Творчість тих, хто мав в 1950-е або 1960-ті роки в Мексиці літературний успіх, була у будь-якій формі в пов'язана з творчістю Арреоли, будь то Елена Понятовська , Карлос Фуентес, Хосе Агустін Гойтисоло, Хосе Еміліо Пачеко.Звдяки театру відбулося знайомство Арреолі з аргентинською письменницею Луїзою Валенцуела.
Тексти Арреоли залишилися вагомими до нашого часу. Вони включають в себе крім п'єс та оповідань і роман, La feria, 1963 (Щорічний Ринок).

## Твори
- 1938 — La Parábola del Trueque
- 1941 — Sueño de Navidad
- 1943 — Hizo el bien mientras vivió
- 1949 — Varia invención
- 1952 — Confabulario
- 1954 — La hora de todos
- 1958 — Punta de plata
- 1962 — Confabulario total
- 1963 — La feria
- 1971 — Obras de Juan José Arreola
- 1972 — Bestiario
- 1973 — La palabra educación
- 1976 — Inventario
- 1985 — Confabulario personal